# هيجاك ذس
هيجاك ذِس (بالإنجليزية: HijackThis)‏ هي أداة حرة ومفتوحة المصدر  لاكتشاف البرامج الضارة والبرامج الإعلانية على ويندوز تم إنشاؤه في الأصل بواسطة Merijn Bellekom ، وتم بيعه لاحقًا إلى Trend Micro . يتميز البرنامج بفحص كمبيوتر المستخدم بسرعة لعرض المواقع الأكثر شيوعًا للبرامج الضارة، بدلاً من الاعتماد على قاعدة بيانات لبرامج التجسس المعروفة. يستخدم هيجاك ذِس في المقام الأول لتشخيص البرامج الضارة، وليس لإزالة برامج التجسس أو اكتشافها - حيث يمكن أن يتسبب الاستخدام غير المطلع لمنشآت الإزالة الخاصة به في تلف البرامج بجهاز الكمبيوتر بشكل كبير. يمكن أن يؤدي اختطاف المتصفح إلى تثبيت البرامج الضارة على جهاز الكمبيوتر.
في 16 فبراير 2012 ، أصدرت Trend Micro شفرة المصدر هيجاك ذِس كمصدر مفتوح وهي متاحة الآن على موقع SourceForge.

## الاستخدام..
يمكن لبرنامج هيجاك ذِس إنشاء ملف سجل بنص عادي يوضح بالتفصيل جميع المدخلات التي يعثر عليها، ويمكن إصلاح بعض المدخلات بواسطة الأداة يُنصح المستخدمون عديمي
الخبرة بتوخي الحذر أو طلب المساعدة عند استخدام الخيار الثانى. باستثناء قائمة بيضاء صغيرة من المدخلات الآمنة المعروفة، لا يميز هيجاك ذِس بين العناصر المشروعة الرسمية وغير آمنة.
يحاول هيجاك ذِس إنشاء نسخ احتياطية من الملفات ومدخلات التسجيل التي يتم إصلاحها، والتي يمكن استخدامها لاستعادة الملفات في حالة حدوث خطأ.
الاستخدام الشائع هو نشر ملف السجل في منتدى حيث يمكن للمستخدمين الأكثر خبرة المساعدة في فك رموز الإدخالات التي يجب إزالتها.
توجد أيضًا أدوات آلية تحلل السجلات المحفوظة وتحاول تقديم توصيات للمستخدم، أو لتنظيف الإدخالات تلقائيًا. ومع ذلك، فإن استخدام مثل هذه الأدوات لا يشجعه عمومًا أولئك
المتخصصون في التعامل يدويًا مع سجلات هيجاك ذِس: فهم يعتبرون الأدوات خطرة للمستخدمين عديمي الخبرة، وليست دقيقة ولا موثوقة بدرجة كافية لتحل محل استشارة محلل بشري مدرب.
تتضمن الإصدارات اللاحقة من هيجاك ذِس أدوات إضافية مثل
مدير المهام، ومحرر ملف المستضيفين ، ومستكشف بيانات بديل لداتا ستريم.
وصلت الأداة إلى نهاية عمرها الافتراضي في عام 2013 ولم يعد مواكباً للعصر.
بالرغم من ذلك، أوصى الفريق الذي عمل على البرنامج بشركة بديلة تسمى تفرع هيجاك ذِس يتم تطويرها بواسطة Stanislav Polshyn.

## تطوير البرنامج
خلال عامي 2002 و 2003 ، قام رجل الأعمال في مجال تكنولوجيا المعلومات جلين بلاف (مالك Computer Hope UK) بعدة محاولات لشراء هيجاك ذِس.
أدى ذلك إلى التطوير المشترك لـ HijackPro ، وهو إصدار احترافي من هيجاك ذِس مع القدرات المضمنة لقتل العمليات المشابهة لـ killbox.
حصلت HijackPro على 2.3 مليون عملية تنزيل من موقع تنزيل غير قانوني في عامي 2003 و 2004 وتم العثور عليها في مواقع تزعم أنها هيجاك ذِس وكانت مجانية.
تم بيع HijackPro لبرنامج Touchstone الآن Phoenix Technologies في عام 2007 ليتم دمجه في DriverAgent.com جنبًا إلى جنب مع شركة Drivermagic.com التابعة لـ Glenn Bluff.